# Зееберг (Берн)
Зееберг (нім. Seeberg BE) — громада  в Швейцарії в кантоні Берн, адміністративний округ Верхнє Ааргау.

## Географія
Громада розташована на відстані близько 29 км на північний схід від Берна.
Зееберг має площу 16,8 км², з яких на 6,5% дозволяється будівництво (житлове та будівництво доріг), 58,6% використовуються в сільськогосподарських цілях, 34,1% зайнято лісами, 0,9% не є продуктивними (річки, льодовики або гори).

## Демографія
2019 року в громаді мешкало 1529 осіб (+4,3% порівняно з 2010 роком), іноземців було 4,6%. Густота населення становила 91 осіб/км².
За віковим діапазоном населення розподілялося таким чином: 19,2% — особи молодші 20 років, 61,2% — особи у віці 20—64 років, 19,6% — особи у віці 65 років та старші. Було 677 помешкань (у середньому 2,2 особи в помешканні).
Із загальної кількості 496 працюючих 163 було зайнятих в первинному секторі, 93 — в обробній промисловості, 240 — в галузі послуг.